# Gumersindo España Olivares
Gumersindo España Olivares, né le 13 janvier 1935 à Santa Cruz de Juventino Rosas, dans l'État de Guanajuato, au Mexique et y décédé le 17 février 2018 était un artisan mexicain spécialisé dans les jouets traditionnels, sculptés à la main, en bois. Il était issu d'une famille de fabricants de jouets, à commencer par son grand-père, qui a commencé dans l'argile mais est passé au bois. En plus de fabriquer des jouets traditionnels, l'artisan a également expérimenté de nouveaux designs, tels que ceux liés à l'histoire de Guanajuato. Ses efforts lui ont valu plusieurs prix.

## Biographie
España Olivares vient de Santa Cruz de Juventino Rosas, dans l'État de Guanajuato. Il a appris à fabriquer des jouets et des masques avec son père et son grand-père. La famille commence dans l'entreprise en copiant de vieux jouets en céramique appelés « negros » (noirs) en raison de leur couleur, en ouvrant un atelier appelé « La puerta vieja » (la vieille porte),. Son grand-père a voyagé à pied jusqu'à Michoacán et San Luis Potosí pour vendre des jouets car il n'y avait pas de transport motorisé à l'époque.
Populairement connu sous le nom de Sshinda ou Chinda, l'artisan a poursuivi cette tradition, avec son propre atelier situé derrière sa maison,. Il avait une grande famille qui travaille d'une manière ou d'une autre avec l'entreprise familiale même si la plupart ont d'autres emplois. Sa femme, ses enfants et ses petits-enfants en faisaient partie.
España Olivares a également été l'historien de sa ville, avec une grande connaissance des herbes et de sa région géographique, beaucoup de ces savoirs appris de son grand-père. Il est décédé à l'âge de 83 ans le 17 février 2018.

## Production de jouets
Bien qu'il ait commencé avec l'argile, la plus grande partie de la production de jouets d'España Olivares était faite de bois, en particulier un bois appelé « copalillo », apporté d'une montagne voisine. La plupart des jouets étaient faits d'une seule pièce de bois, à moins qu'il n'y ait des pièces mobiles comme la tête, les bras et les jambes. Les jouets finis étaient peints avec de la peinture émaillée commerciale.
Les types de jouets qu'il fabriquait variaient selon les saisons et les vacances qui approchaient, en vue de les vendre sur les marchés et les foires. Les œuvres comprenaient les boxeurs, les cavaliers à cheval, les clowns, les toreros et les animaux, en particulier les oiseaux. Il y avait également inclus des articles tels que des carrousels et des décors multi-pièces pour représenter des scènes telles que des corridas de taureaux, des combats de lutte et même des funérailles. Un jouet très traditionnel était les poules et les colombes dont la tête et la queue bougent lorsqu'une boule attachée à des cordes s'étendant en dessous est balancée.
L'artisan a expérimenté de nouveaux designs et thèmes comme ceux liés à l'histoire de Guanajuato, comme l'histoire d'El Pípila (en). L'artisan croyait que pour faire de bons jouets, il fallait avoir une bonne disposition. Si quelqu'un est en colère, les jouets en sortent laids. Il croyait également que les jouets ont une vie propre et qu'ils ont été faits pour faire rire les gens.
Son travail lui a valu la reconnaissance de la Cigarrera La Moderna et du Premio Fomento Cultural Banamex en 1996, le soutien du Programa de Apoyo a las Culturas Municipales y Comunitarias (programme de soutien aux cultures municipales et communautaires) en 2001, et le prix national du premier Concurso Nacional del Juguete Popular Mexicano (Concours national mexicain du jouet populaire) sponsorisé par le Musée du jouet populaire mexicain « La Esquina » à San Miguel de Allende et le FONART,.